# Crafoord-Preis
Der Crafoord-Preis wird von der Königlich Schwedischen Akademie der Wissenschaften vergeben. Sein Zweck ist die Ehrung und Förderung von Grundlagenforschung in Disziplinen, die der Nobelpreis nicht abdeckt. Darunter fallen Mathematik, Geowissenschaften, Biologie (insbesondere in Richtung Ökologie und Evolution) und Astronomie. Seit dem Jahr 2000 werden auch Preise für Polyarthritis-Forschung vergeben. Benannt ist der Preis nach seinem Stifter, dem Industriellen Holger Crafoord.

## Nominierung
Die Nominierung der Preisträger findet im Januar des Vergabejahres durch die Königlich Schwedische Akademie der Wissenschaften statt. 

## Dotierung
Der Crafoord-Preis wird nur einmal jährlich vergeben, kann jedoch auf bis zu drei Preisträger aufgeteilt werden. Bei der erstmaligen Vergabe 1982 betrug das Preisgeld 400.000 Schwedische Kronen, was etwa 60.000 US-Dollar entsprach. 2013 betrug des Preisgeld 4.000.000 Schwedische Kronen. Derzeit (Stand 2019) beträgt das Preisgeld 6.000.000 Schwedische Kronen.

## Preisträger
| Jahr | Kategorie               | Preisträger                                                                      | Begründung für die Preisvergabe |
| ---- | ----------------------- | -------------------------------------------------------------------------------- | --- |
| 1982 | Mathematik              | Wladimir Arnold (SU) und Louis Nirenberg (CA/US)                                 | „für außergewöhnliche Leistungen in der Theorie nichtlinearer partieller Differentialgleichungen“ |
| 1983 | Geowissenschaften       | Edward N. Lorenz (US) und Henry Stommel (US)                                     | „für grundlegende Beiträge auf dem Feld der geophysikalischen Hydrodynamik, welche auf einzigartige Weise zu einem tieferen Verständnis der großen Bewegungen der Atmosphäre und des Meeres geführt haben“                                               |
| 1984 | Biowissenschaften       | Daniel Hunt Janzen (US)                                                          | „für seine einfallsreichen und interessanten Studien zur Koevolution, die viele Forscher zu weiterer Arbeit auf diesem Gebiet inspiriert haben“ |
| 1985 | Astronomie              | Lyman Spitzer (US)                                                               | „für fundamentale, bahnbrechende Studien über fast jeden Aspekt des interstellaren Mediums, die ihren Höhepunkt mit den Ergebnissen, die unter Benutzung des Weltraumteleskops Copernicus erzielt wurden, erreichten“                                    |
| 1986 | Geowissenschaften       | Claude Allègre (FR) und Gerald Joseph Wasserburg (US)                            | „für ihre Pionierstudien zu geochemischen Beziehungen von Isotopen und die geologischen Interpretationen, die diese Resultate ermöglichten“ |
| 1987 | Biowissenschaften       | Eugene P. Odum (US) und Howard T. Odum (US)                                      | „für außergewöhnliche Beiträge auf dem Feld der Ökologie der Ökosysteme“ |
| 1988 | Mathematik              | Pierre Deligne (BEL) und Alexander Grothendieck (FR) 1                           | „für grundlegende Forschungen in algebraischer Geometrie“ |
| 1989 | Geowissenschaften       | James Van Allen (US)                                                             | „für seine bahnbrechende Erforschung des Weltraums, besonders die Entdeckung der energetischen Teilchen, die im geomagnetischen Feld gefangen sind, das die Strahlengürtel – die Van-Allen-Gürtel – um den Planeten Erde formt“                          |
| 1990 | Biowissenschaften       | Paul R. Ehrlich (US)                                                             | „für seine Forschung an der Dynamik und Genetik fragmentarischer Populationen und der Bedeutung der Verteilungsmuster für ihre Überlebenswahrscheinlichkeit“                                                                                             |
| 1990 | Biowissenschaften       | Edward O. Wilson (US)                                                            | „für die Theorie der Inselbiographie und anderen Forschungen zu Artenvielfalt und Gemeinschaftsdynamik auf Inseln und in weiteren Habitaten mit unterschiedlichen Graden der Isolation“                                                                  |
| 1991 | Astronomie              | Allan Rex Sandage (US)                                                           | „für seine wichtigen Beiträge zur Studie der Galaxien, ihrer Sterne-, Sternenhaufen- und Nebelpopulation, ihrer Evolution, der Geschwindigkeit-Abstand-Relation (oder Hubble-Relation) und ihrer Entwicklung über die Zeit“                              |
| 1992 | Geowissenschaften       | Adolf Seilacher (DE)                                                             | „für seine innovative Forschung, welche die Evolution des Lebens in Wechselwirkung mit der Umwelt, wie sie in geologischen Aufzeichnungen dokumentiert wird, betrifft“                                                                                   |
| 1993 | Biowissenschaften       | William D. Hamilton (GB)                                                         | „für seine Theorien bezüglich der Verwandtenselektion und genetischen Verwandtschaft als Grundvoraussetzung für die Evolution des altruistischen Verhaltens“                                                                                             |
| 1993 | Biowissenschaften       | Seymour Benzer (US)                                                              | „für seine bahnbrechenden genetischen und neurophysiologischen Studien über Verhaltensmutanten der Fruchtfliege Drosophila melanogaster“ |
| 1994 | Mathematik              | Simon Donaldson (GB)                                                             | „für seine fundamentalen Untersuchungen in vierdimensionaler Geometrie durch die Verwendung von Instantons, insbesondere seine Neuentdeckung neuer Differentialinvarianten“                                                                              |
| 1994 | Mathematik              | Shing-Tung Yau (US)                                                              | „für seine Entwicklung nichtlinerarer Techniken in der differentialen Geometrie, welche zur Lösung verschiedener offener Probleme führte“ |
| 1995 | Geowissenschaften       | Willi Dansgaard (DK) und Nicholas Shackleton (GB)                                | „für fundamentale Arbeit an der Entwicklung und Anwendung isotoper geologischer Analysemethoden für das Studium klimatischer Variationen während des Quartärs“                                                                                           |
| 1996 | Biowissenschaften       | Robert May (GB)                                                                  | „für seine bahnbrechende ökologische Forschung bezüglich der theoretischen Analyse der Dynamik von Populationen, Gemeinschaften und Ökosystemen“ |
| 1997 | Astronomie              | Fred Hoyle (GB) und Edwin Salpeter (US)                                          | „für bahnbrechende Beiträge zum Studium nuklearer Prozesse in Sternen und stellarer Evolution“ |
| 1998 | Geowissenschaften       | Don L. Anderson (US) und Adam M. Dziewonski (PL/US)                              | „für fundamentale Beiträge zu unserem Wissen über die Strukturen und Prozesse im Inneren der Erde“ |
| 1999 | Biowissenschaften       | Ernst Mayr (US), John Maynard Smith (GB) und George C. Williams (US)             | „für grundlegende Beiträge zur begrifflichen Entwicklung der Evolutionsbiologie“ |
| 2000 | Polyarthritis-Forschung | Marc Feldmann (GB) und Ravinder N. Maini (GB)                                    | „für die Identifizierung der TNF-Blockade als ein effektives therapeutisches Prinzip bei rheumatischer Arthritis“ |
| 2001 | Mathematik              | Alain Connes (FR)                                                                | „für durchdringende Arbeit an der Theorie der Operatoralgebren und dafür, dass er ein Begründer der nichtkommutativen Geometrie war“ |
| 2002 | Geowissenschaften       | Dan P. McKenzie (GB)                                                             | „für grundlegende Beiträge zum Verständnis der Dynamiken der Lithosphäre, speziell der Plattentektonik, der Formationen der Sedimentbecken und der Mantelschmelze“                                                                                       |
| 2003 | Biowissenschaften       | Carl Woese (US)                                                                  | „für seine Entdeckung einer dritten Domäne des Lebens“ |
| 2004 | Polyarthritis-Forschung | Eugene Butcher (US) und Timothy A. Springer (US)                                 | „für ihre Studien der molekularen Mechanismen, die in die Migration weißer Blutzellen bei Gesundheit und Krankheit einbezogen sind“ |
| 2005 | Astronomie              | James E. Gunn (US), James Peebles (US) und Martin Rees (GB)                      | „für Beiträge zum Verständnis der groß angelegten Struktur des Universums“ |
| 2006 | Geowissenschaften       | Wallace S. Broecker (US)                                                         | „für seine innovative und bahnbrechende Forschung über die Wirkung des globalen Kohlenstoff-Zyklus innerhalb des Ozean-Atmosphäre-Biosphäre-Systems und seine Wechselwirkung mit dem Klima“                                                              |
| 2007 | Biowissenschaften       | Robert Trivers (US)                                                              | „für seine fundamentale Analyse von sozialer Evolution, Konflikt und Kooperation“ |
| 2008 | Astronomie              | Raschid Sunjajew (RU)                                                            | „für seine maßgeblichen Beiträge zur Hochenergie-Astrophysik und Kosmologie, insbesondere zu den Prozessen und Kräften um Schwarze Löcher und Neutronensterne und zur Demonstration der diagnostischen Macht der Strukturen in der Hintergrundstrahlung“ |
| 2008 | Mathematik              | Maxim Konzewitsch (RU/FR) und Edward Witten (US)                                 | „für ihre wichtigen Beiträge zur Mathematik, inspiriert durch die moderne theoretische Physik“ |
| 2009 | Polyarthritis-Forschung | Charles A. Dinarello (US), Tadamitsu Kishimoto (Japan) und Toshio Hirano (Japan) | „für ihre Pionierarbeit zur Isolation von Interleukinen, der Bestimmung ihrer Eigenschaften und der Erforschung ihrer Rolle bei der Entstehung von Entzündungen“                                                                                         |
| 2010 | Geowissenschaften       | Walter Munk (US)                                                                 | „für seine Pionierarbeit und fundamentalen Beiträge zu unserem Verständnis der Meeresströmungen, Gezeiten und Wellen und ihrer Rolle in der Erddynamik“                                                                                                  |
| 2011 | Biowissenschaften       | Ilkka Hanski (FIN)                                                               | „für seine grundlegenden Studien zum Einfluss räumlicher Variationen auf die Dynamik von Tier- und Pflanzenpopulationen“ |
| 2012 | Astronomie              | Reinhard Genzel (DE) und Andrea Ghez (US)                                        | „für ihre Beobachtung der Sterne, wie sie das galaktische Zentrum umkreisen und dadurch das Vorhandensein eines supermassiven Schwarzen Loches anzeigen“                                                                                                 |
| 2012 | Mathematik              | Jean Bourgain (BEL) und Terence Tao (AUS/US)                                     | „für ihre brillanten und grundlegenden Arbeiten in harmonischer Analysis, über partielle Differentialgleichungen, in der Ergodentheorie, Zahlentheorie, Kombinatorik, Funktionalanalysis und in der theoretischen Informatik“                            |
| 2013 | Polyarthritis-Forschung | Peter K. Gregersen (US), Lars Klareskog (SE) und Robert J. Winchester (US)       | „für ihre Entdeckungen bezüglich der Rolle verschiedener genetischer Faktoren und ihrer Interaktionen mit Umweltfaktoren bei Pathogenese, Diagnose und klinischem Management der rheumatoiden Arthritis“                                                 |
| 2014 | Geowissenschaften       | Peter Molnar (US)                                                                | „für grundlegende Beiträge zum Verständnis der Tektonik, insbesondere der Verformung der Kontinente, der Struktur und Entwicklung der Gebirge und dem Einfluss tektonischer Prozesse auf ozeanisch-atmosphärische Zirkulation und Klima“                 |
| 2015 | Biowissenschaften       | Richard Lewontin (US) und Tomoko Ohta (Japan)                                    | „für ihre bahnbrechenden Analysen und grundlegenden Beiträge zum Verständnis des genetischen Polymorphismus“ |
| 2016 | Astronomie              | Roy Kerr (NZ) und Roger Blandford (US)                                           | „für die grundlegende Arbeit über rotierende Schwarze Löcher und ihre astrophysikalischen Konsequenzen“ |
| 2016 | Mathematik              | Yakov Eliashberg (US)                                                            | „für die Entwicklung der Kontakt-Topologie und der symplektischen Topologie sowie für bahnbrechende Entdeckungen von Phänomenen der Stabilität und Flexibilität“                                                                                         |
| 2017 | Polyarthritis-Forschung | Shimon Sakaguchi (Japan), Fred Ramsdell (US) und Alexander Rudensky (US)         | „für ihre Entdeckungen in Bezug auf regulatorische T-Zellen, die schädlichen Immunreaktionen bei Arthritis und anderen Autoimmunerkrankungen entgegenwirken“                                                                                             |
| 2018 | Geowissenschaften       | Syukuro Manabe (US) und Susan Solomon (US)                                       | „für grundlegende Beiträge zum Verständnis der Rolle von Spurengasen im Klimasystem der Erde“ |
| 2019 | Biowissenschaften       | Sallie W. Chisholm (US)                                                          | „für die Entdeckung und bahnbrechende Erforschung des meistverbreiteten Photosynthese betreibenden Organismus der Erde, Prochlorococcus“ |
| 2020 | Astronomie              | Eugene N. Parker (US)                                                            | „für bahnbrechende und grundlegende Untersuchungen des Sonnenwinds und der Magnetfelder von der Sternen- bis zur Galaktischen Skala.“ |
| 2020 | Mathematik              | Enrico Bombieri (US)                                                             | „für herausragende und einflussreiche Beiträge in allen wichtigen Bereichen der Mathematik, insbesondere der Zahlentheorie, Analysis und algebraischen Geometrie.“                                                                                       |
| 2021 | Polyarthritis-Forschung | Dan Kastner (US)                                                                 | „für die Etablierung des Konzepts der Autoinflammatorischen Erkrankung“ |
| 2022 | Geowissenschaften       | Andrew Knoll (US)                                                                | „für grundlegende Beiträge zum Verständnis der ersten 3 Milliarden Jahre Leben auf der Erde und der Interaktionen des Lebens mit den physikalischen Bedingungen über die Zeit.“                                                                          |
| 2023 | Biowissenschaften       | Dolph Schluter (CAN)                                                             | „für grundlegende Beiträge zum Verständnis adaptiver Radiation und ökologischer Speziation.“ |
| 2024 | Astronomie              | Douglas Gough (GB) und Jørgen Christensen-Dalsgaard (DK) und Conny Aerts (BEL)   | „für die Entwicklung der Methoden der Asteroseismologie und ihrer Anwendung auf die Untersuchung des Inneren der Sonne und anderer Sterne“ |
| 2024 | Mathematik              | Claire Voisin (FR)                                                               | „für herausragende Beiträge zur komplexen und algebraischen Geometrie, einschließlich Hodge-Theorie, algebraischen Zyklen und Hyperkähler-Geometrie“ |
| 2025 | Polyarthritis-Forschung | Christopher Goodnow (AUS) und David Nemazee (USA)                                | „für die Entdeckung grundlegender Mechanismen der B-Zell-Toleranz“ |

1 Annahme abgelehnt